# Pioneros de Ciudad Obregón
Pioneros de Ciudad Obregón ist ein ehemaliger mexikanischer Fußballverein mit Sitz in Ciudad Obregón, Sonora. Heimspielstätte des bisher einzigen Profifußball-Vereins aus Ciudad Obregón war das Estadio Manuel Piri Sagasta.

## Geschichte
Das Franchise mit der Bezeichnung Pioneros wurde im Sommer 2004 mit dem Erwerb der Zweitligalizenz der Guerreros de Tlaxcala gegründet und war in der Saison 2005/06 für eine Spielzeit in der zweitklassigen Primera División 'A' vertreten, bevor die Lizenz am Saisonende an Tijuana Gallos Caliente weiterveräußert wurde.
In ihre erste Halbsaison, die Apertura 2004, startete die Mannschaft mit der makellosen Heimbilanz von vier Siegen und 5:0 Toren, ehe es am neunten Spieltag im fünften Heimspiel gegen die Lagartos de Tabasco (1:2) die erste Heimniederlage gab. Obwohl die Pioneros später noch ein weiteres Heimspiel verloren (ebenfalls 1:2 gegen die UAT Correcaminos) und in dieser Halbrunde kein einziges Auswärtsspiel gewinnen konnten, wurden sie am Ende Gruppenzweiter und qualifizierten sich für die Repechaje, in der sie gegen das UANL-Tigres-Farmteam Broncos aus Los Mochis unterlagen, wodurch ihnen der Sprung in die Liguillas verwehrt blieb.
In der Clausura 2005 erzielten die Pioneros am 9. Februar 2005 ihren einzigen Auswärtssieg der Saison bei den Delfines de Coatzacoalcos (2:1), mussten sich dafür aber dreimal auf eigenem Platz geschlagen geben und verpassten die Liguillas erneut.
Zu den bekanntesten Spielern der Pioneros zählten der argentinische Torhüter José Pablo Burtuvoy, der mexikanische Verteidiger Juan Carlos Zaragoza, der mexikanische Mittelfeldspieler Ricardo Munguía und der argentinische Stürmer Leandro Caruso sowie seine Sturmkollegen Cristián Ariel Morales und Juan Ángel Paredes. Sein argentinischer Landsmann Morales bildete mit Caruso in der Apertura das Sturmduo, der Paraguayer Paredes tat dasselbe nach Morales’ Weggang in der Clausura.